# Åsens kapell, Dalarna

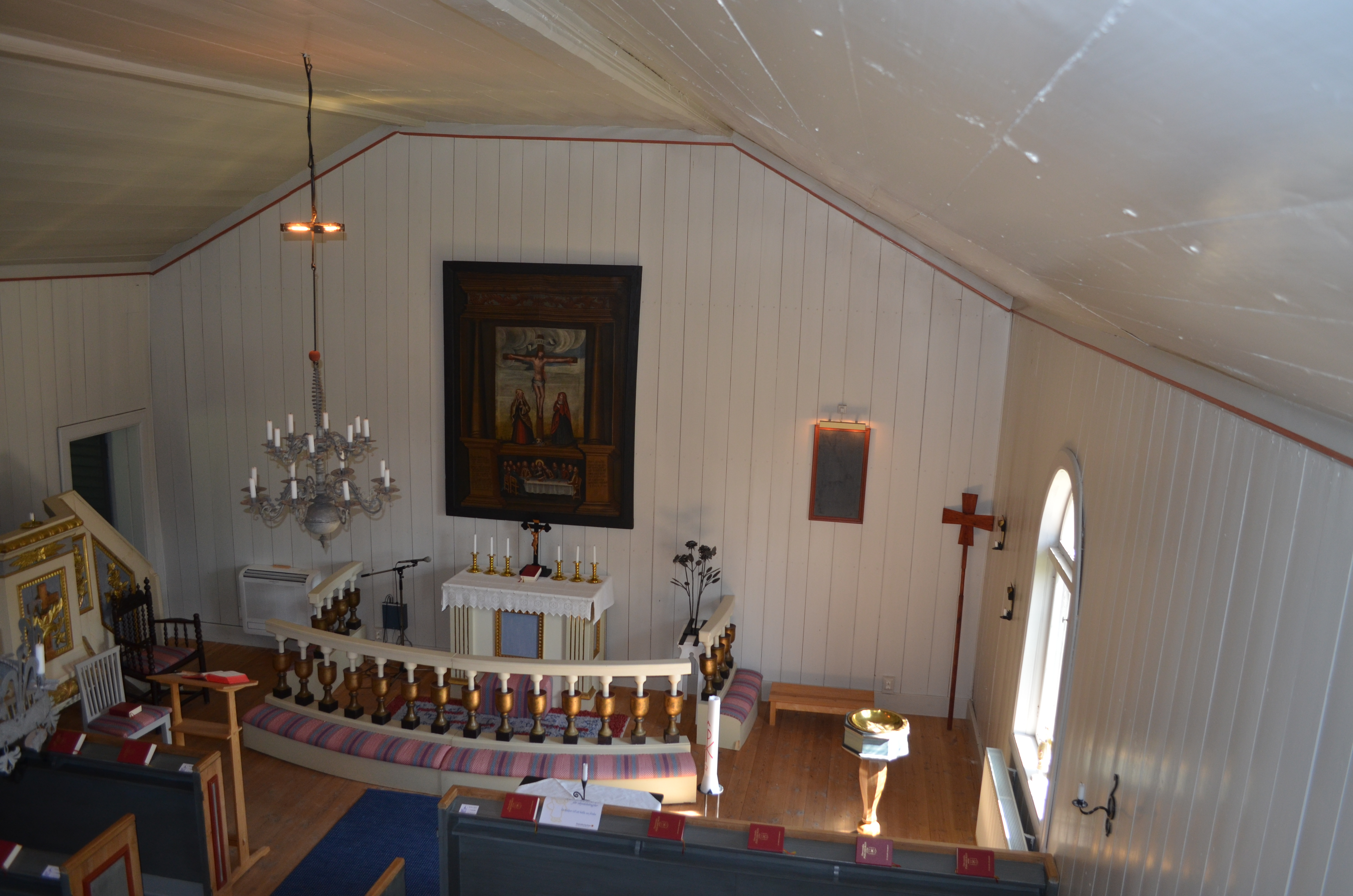
Kyrkosalen

Åsens kapell är ett kapell i samhället Åsen invid Österdalälven och riksväg 70. Det tillhör Älvdalens församling i Västerås stift.

## Kapellet
Kapellet uppfördes 1729 och kallades "Åsens lutherska bönhus". Ett kyrktorn byggdes till åren 1833-1835. 1896 genomfördes en rejäl ombyggnad då en ny sakristia byggdes, långhuset belades med nytt tak, tornspiran förminskades och tornet fick nya luckor. Kapellet har en stomme av liggtimmer och består av långhus med rakt avslutat kor i öster och torn i väster. Norr om koret finns en vidbyggd sakristia.

## Inventarier
- Ljuskronor av myrjärn är tillverkade på medeltiden. 1905 flyttades ljuskronorna över till kapellet från Älvdalens kyrka.
- Predikstolen är byggd 1829 för Älvdalens kyrka och flyttades över till kapellet 1905.
- Altartavlan kom ursprungligen till Evertsbergs kapell 1683 och flyttades över till Åsens kapell 1762.
- Nuvarande kyrkklocka är gjuten 1955 av Bergholtz klockgjuteri i Sigtuna.

### Orgel
- Orgeln med fem stämmor fördelade på en manual och pedal är byggd 1954 av Werner Bosch Orgelbau, Kassel, Tyskland. Orgeln är mekanisk och ersatte ett harmonium.[1]

Nuvarande disposition:
| Manual        | Pedal      | Koppel  |
| Gedacht 8'    | Subbas 16' | Man/Ped |
| Principal 4'  |            |         |
| Gemshorn 2'   |            |         |
| Mixtur 1 1/3' |            |         |